# 俄勒岡大學
俄勒岡大學（英語：University of Oregon，簡稱UO、U of O、Oregon）是一所位於美国俄勒冈州尤金的公立研究型大學，創立於1876年。該校校地廣大，學生人數約2萬人，其中國際學生比率不到1成。
俄勒岡大學共有7個學院，提供316个本科和研究生学位课程，著名的科系包括建築、教育學、心理學、企業管理、經濟及運動科學等。校內利麗思商學綜合大樓是著名的綠建築。

## 校區

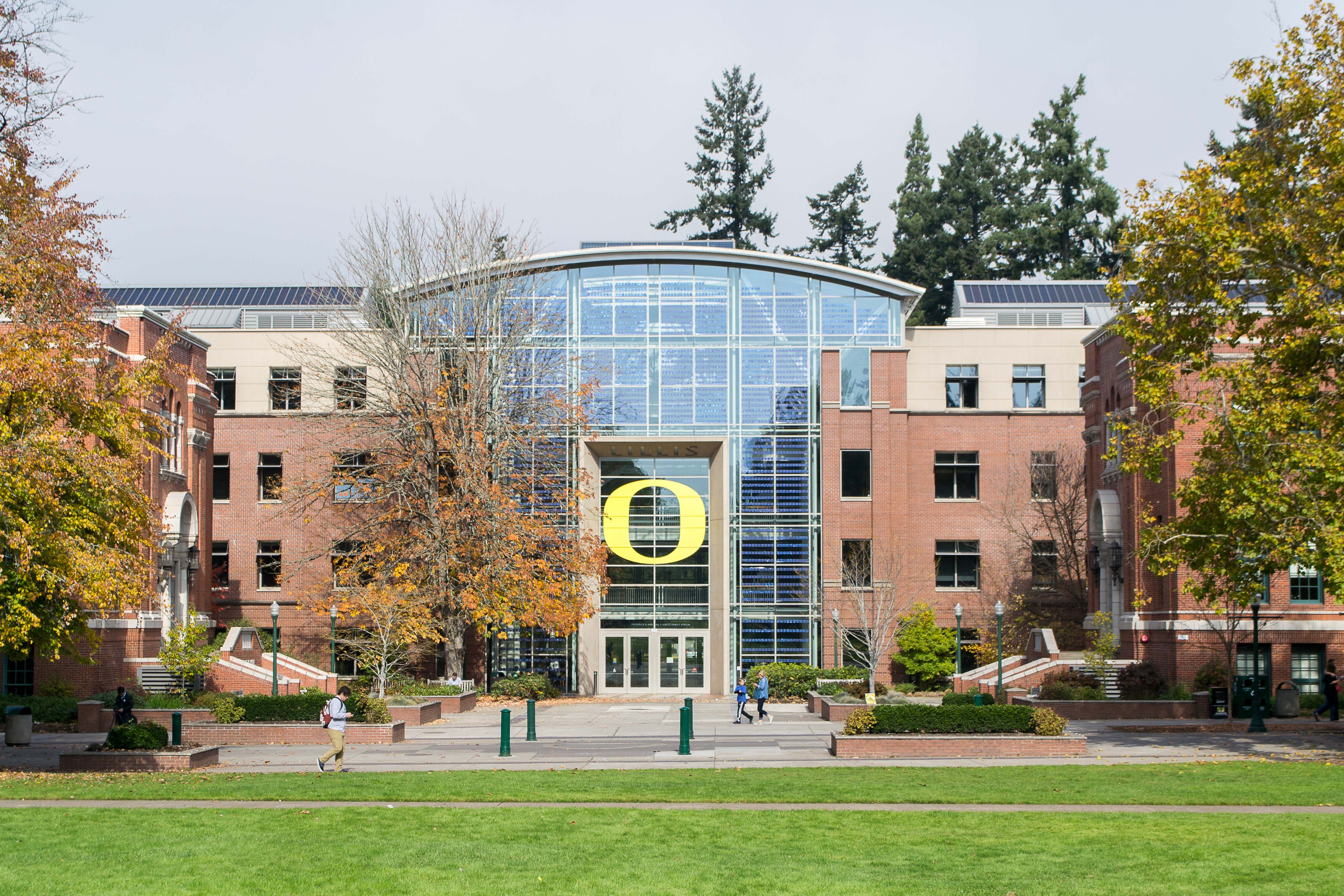
利麗思商學綜合大樓

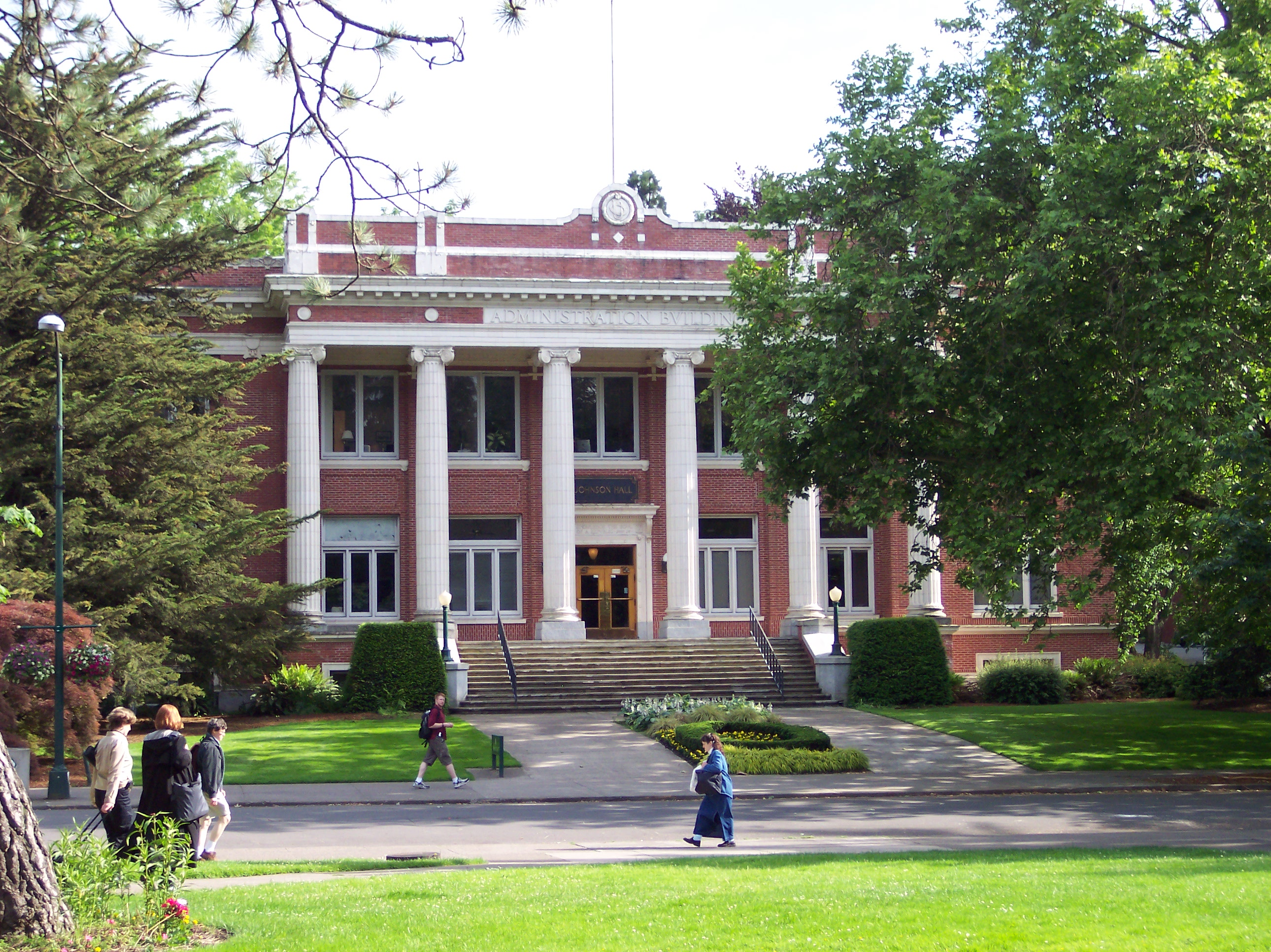
約翰遜廳（Johnson hall），為該校行政辦公室

該大學校區靠近威拉米特河，面積約有295英畝（119公頃），共80座建築，此外還有一座植物園。絕大多數教學樓都沿東第十三大道（East 13th Avenue）而建。學生娛樂設施和學生會設施則位於校園中心。自2012年以來該大學校區內禁止吸煙。

## 校友
該大學的教員、研究員和校友中共有三位諾貝爾獎得主、13名普利策獎得主、19名羅德學者、5名馬歇爾獎學金得主。
演藝界中吳彥祖、凯特琳·奥尔森、彼得·霍藍斯也是該校校友。